# Cal Rovirosa
Cal Rovirosa és una obra de Calafell (Baix Penedès) protegida com a bé cultural d'interès local.

## Descripció
És un immoble de planta quadrangular amb un gran pati, de forma irregular, a la part posterior. Consta de planta baixa i dues plantes altes. Originàriament, la façana principal de l'edifici tenia una composició ordenada de les obertures a partir d'eixos de simetria, la qual es mostra, actualment, modificada. A la part central de la planta baixa hi ha el portal d'accés, d'arc carpanell molt rebaixat, fet amb pedra treballada. A la clau hi ha gravades les lletres JR. A la dreta del portal hi ha un finestral, també de pedra, de forma rectangular amb els angles superiors arrodonits, amb clavellinera motllurada i amb reixa de ferro. Al costat esquerre hi ha una gran obertura, de forma rectangular, d'època contemporània, mitjançant la qual s'accedeix a l'establiment comercial que hi ha en aquesta part de l'edifici. Al primer pis hi ha tres balcons, amb llosana de pedra motllurada i barana de ferro amb barrots verticals i elements curvilinis. Sota dels balcons laterals hi ha mènsules decorades. A la part superior del balcó central hi ha un gran trencaaigües suportat per dues petites cartel·les decorades. Entre el balcó central i el del costat dret hi ha un rellotge de sol, pintat en època contemporània per Isidre Romeu Ivern. A la segona planta hi ha una gran tribuna d'època contemporània. En aquest lloc, originàriament, hi havia tres finestres quadrangulars sobre cadascun dels balcons.
La façana és arrebossada i pintada de color mangra i rosa. Al voltant dels balcons hi ha una sanefa pintada que representa ramells de raïm i pàmpols. Originalment, damunt les finestres hi havia uns esgrafiats senzills. El portal té una porta vidriera de dues fulles feta amb una estructura de fusta i unes reixes de ferro amb motius curvilinis.